# El Peñón (Repubblica Dominicana)
El Peñón è un comune della Repubblica Dominicana di 8.024 abitanti, situato nella Provincia di Barahona.